# Kyschtym
Kyschtym (russisch Кыштым) ist eine russische Stadt mit 38.942 Einwohnern (Stand 14. Oktober 2010) in der Oblast Tscheljabinsk im südlichen Ural, etwa 15 km südwestlich der „geschlossenen Stadt“ Osjorsk gelegen. 15 km weiter östlich befindet sich das Nuklearzentrum Majak (früher als Tscheljabinsk-65 bezeichnet). Die Bezeichnung „geschlossene Stadt“ rührt daher, dass wegen der streng geheimen militärischen Aktivitäten im Zusammenhang mit der Kernwaffenentwicklung dort der Zugang zur Stadt für die normale Bevölkerung verboten und die Stadt auf Landkarten auch nicht eingezeichnet war.

## Geschichte

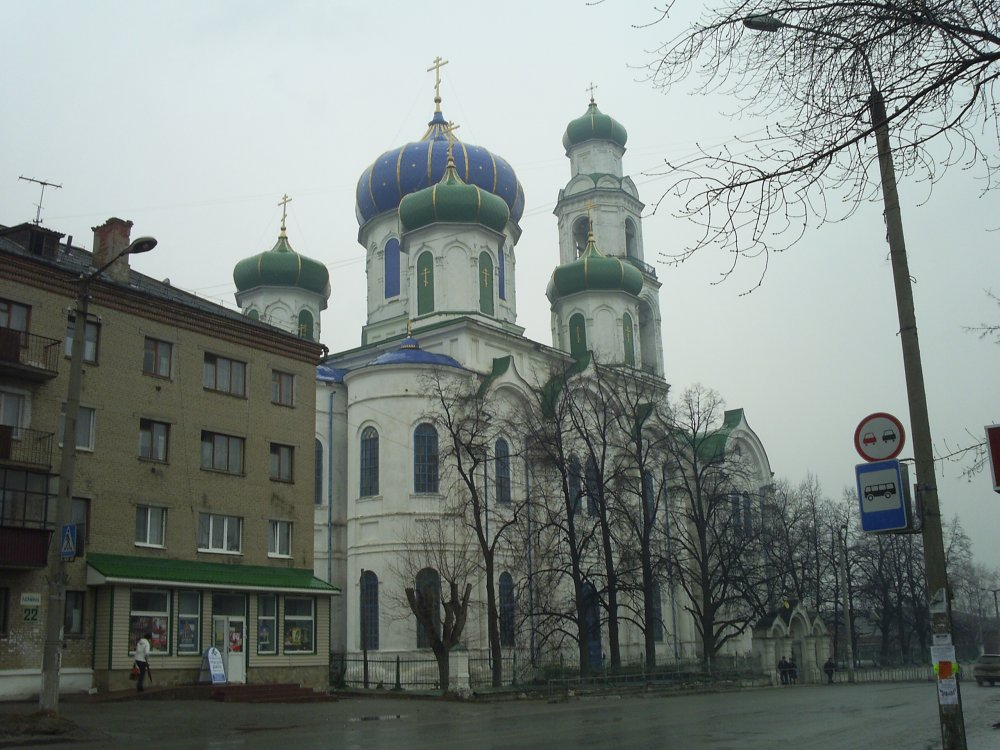
Kirche in Kyschtym

Der Ort wurde 1757 beim Bau einer Eisengießerei gegründet. Der Stadtname ist ein Hydronym des gleichnamigen Flusses, dessen Ursprung in den Turksprachen vermutet wird. 1934 erhielt Kyschtym Stadtrechte. In Kyschtym befand sich das Kriegsgefangenenlager 180 für deutsche Kriegsgefangene des Zweiten Weltkriegs.
1989 geriet Kyschtym durch die Bekanntgabe von Einzelheiten über einen Nuklearunfall aus dem Jahre 1957 (siehe Kyschtym-Unfall) in die Schlagzeilen. Erst mit 32 Jahren Verspätung informierte das in der Sowjetunion nach der Katastrophe von Tschernobyl neu geschaffene Ministerium für Atomenergie die Internationale Atomenergie-Organisation (IAEO) über das Unglück, das bereits 1976 durch den Biochemiker und Dissidenten Schores Alexandrowitsch Medwedew, einen aus der Sowjetunion emigrierten Wissenschaftler, bekannt geworden war. Da Medwedew jedoch für den Unfall fälschlicherweise eine nukleare Kettenreaktion als Ursache angegeben hatte – in Wirklichkeit war eine chemische Reaktion die Ursache – wurden seine Angaben von Wissenschaftlern angezweifelt und wenig beachtet.
Nach einem Ausfall der Kühlung im Laufe des Jahres 1956 und Fehlentscheidungen des Personals war es am 29. September 1957 in einem Tank mit hochradioaktiven Flüssigabfällen zu einer Explosion gekommen. Dabei wurden große Mengen an radioaktiven Substanzen, insbesondere Strontium-90 und Caesium-137, freigesetzt. Im offiziellen sowjetischen Bericht ist von zwei Millionen Curie (entsprechen 74 Petabecquerel) freigesetzter Radioaktivität die Rede. Nach offiziellen Angaben wurde ein Gebiet von rund 1000 Quadratkilometern so stark kontaminiert, dass es mit allen seinen 10.000 Einwohnern evakuiert werden musste. Wie viele Menschen beim „Kyschtym-Unfall“ unmittelbar ums Leben kamen, ist bis heute nicht bekannt.
Die in der Industrie der Region Kyschtym entstandenen radioaktiven Abfälle wurden zu großen Teilen in den Karatschai-See eingeleitet, welcher heute in Kontakt mit den Grundwasserströmen der Flüsse Ob und Tetscha zu kommen droht. Für die Zukunft ist nicht auszuschließen, dass die radioaktive Kontamination sich dadurch bis in das Eismeer ausbreiten wird.

### Bevölkerungsentwicklung
| Jahr | Einwohner |
| ---- | --------- |
| 1939 | 27.790    |
| 1959 | 34.302    |
| 1970 | 36.096    |
| 1979 | 39.830    |
| 1989 | 42.852    |
| 2002 | 41.929    |
| 2010 | 38.942    |

Anmerkung: Volkszählungsdaten

## Söhne und Töchter der Stadt
- Anton Kartaschow (1875–1960), russischer Theologe und Hochschullehrer
- Wladilen Trenogin (1931–2013), Mathematiker und Hochschullehrer
- Nikolai Pusanow (1938–2008), Biathlet und Olympiasieger
- Lew Zelischtschew (* 1990), Handballspieler

## Trivia
Landesweit bekannt ist die Geschichte von dem Kyschtym-Zwerg (russisch Кыштымский карлик), einem körperlich stark deformierten Kind, dessen Überreste besonders von UFO-Gläubigen und Esoterikern bis heute für außerirdisch gehalten werden; ein ähnliches Phänomen ist der Schädel des sogenannten Starchild. Zum ersten Mal erfuhr die Öffentlichkeit im Jahr 1996 von Aljoschenjka (Koseform für Alexej), wie die Rentnerin Tamara Proswirina ihr Findelkind nannte. Proswirina war in eine psychiatrische Anstalt eingeliefert worden, wo man ihr nicht glaubte, dass sie zu Hause mit so einer Kreatur lebe. Die alte Frau versicherte, das Kind in einem nahegelegenen Wald entdeckt und dann gepflegt zu haben; auch unter den Einwohnern war Aljoschenjka bekannt. Bei einer Hausdurchsuchung konnte man schließlich nur noch den leblosen Körper des schwerst behinderten Kindes sicherstellen. Aljoschenjkas Behinderung könnte mit dem radioaktiven Kyschtym-Unfall im Zusammenhang stehen.